# Lisp Toolkit

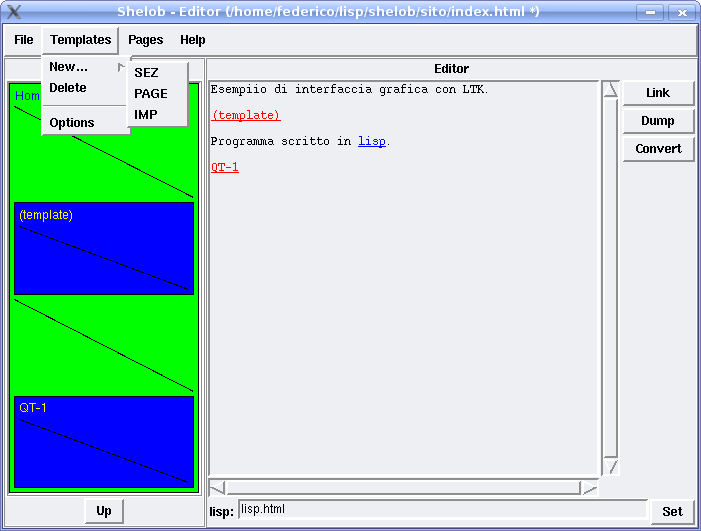
Esempio di interfaccia creata con LTK

LTK è acronimo di Lisp Toolkit, una libreria per la creazione di interfacce grafiche multipiattaforma scritte in Common LISP.

## Funzionamento
LTK contiene una serie di funzioni e di classi che convertono i comandi impartiti in Lisp in stringhe nel linguaggio di programmazione Tcl/Tk. Queste stringhe vengono inviate tramite uno stream bidirezionale all'apposito interprete wish (che deve essere installato sulla macchina), che elabora i comandi presenti nelle stringhe e si occupa della creazione delle finestre e dei widget.

## Programmi di esempio

### Caricamento di LTK
Prima di poter essere utilizzata, la libreria deve essere caricata dell'implementazione Common Lisp presente nel sistema. Per fare ciò conviene prima compilarla
```
(
compile-file
 
"ltk"
)
 
;; Compila la libreria

```

in modo che sia più rapidamente caricabile e utilizzabile in futuro tramite i comandi
```
(
load
 
"ltk"
)
         
;; Carica

(
in-package
 
:ltk
)
    
;; Entra nel package di LTK

```

### Esempi contenuti in LTK
La libreria contiene già due esempi
```
(
ltktest
)
  
;; Esempio di finestra con vari pulsanti, menu, popup, ecc.

(
ltk-eyes
)
 
;; Occhi che seguono il puntatore del mouse.

```

### Creazione dell'interfaccia
Questa funzione crea una finestra e al suo interno un pulsante (b, istanza della classe button) con la scritta "Premi qui", che stampa in output la scritta "Hello world!".
```
(
defun
 
hello
()

  
(
with-ltk
 
()

   
(
let
 
((
b
 
(
make-instance
 
'button

                           
:master
 
nil

                           
:text
 
"Premi qui"

                           
:command
 
(
lambda
 
()

                                      
(
format
 
t
 
"Hello World!~&"
)))))

     
(
pack
 
b
))))

```

## Stato di sviluppo
LTK è in fase di sviluppo e non tutti i widget forniti da Tcl/Tk sono supportati. Ci sono anche alcuni problemi nella comunicazione con l'interprete wish in Microsoft Windows.